# 航空会社
航空会社（こうくうがいしゃ）とは、利用者から対価（航空運賃）を徴収して、航空機（主に飛行機）を用いて旅客や貨物を輸送する組織。エアライン（airline）ともいう。

## 概説
航空会社は航空運送人の一種であり、航空運送人には航空会社のほか航空会社を利用する混載業者などがある。荷主が混載業者と契約を結ぶ場合、契約運送人は混載業者、実際運送人は航空会社となる。
ワルソー条約等の条約には航空運送人の定義はない。
貨物便を運航している会社には、旅客航空会社の貨物部門、専業の貨物航空会社のほか、DHL（DHLアビエーション）やフェデックス（フェデックス・エクスプレス）といった世界的な総合物流企業が自社で専用機を飛ばしていることがある。
輸送だけでなく他社が所有する機体の運航や整備を請け負う会社もある。
航空会社によっては子会社でチャーター便やエアタクシー事業を行っている。

## 各国の航空会社

### 米国
アメリカでは1938年に民間航空法が制定され航空事業者を保護するため航空市場への新規参入が規制された。また、この法律で民間航空委員会（CAB）が設立された。
1978年にカーター政権下で航空規制緩和法が成立し、航空市場への新規参入、航空運賃、路線設定について段階的に規制が緩和された。
1982年1月、路線開設の許可制が廃止された。1983年1月には運賃設定の許可制が廃止された。そして1984年12月に民間航空委員会（CAB）は解散した。

### 欧州
EUの航空自由化協定は国際協定であり、3段階で進められ、1997年4月に完結した。
EU域内では航空自由化協定により航空会社の国籍条項が撤廃された。EU域内の航空会社は原則として国際線に自由に参入できるようになり、環境や空港事情による例外を除いて完全な運輸権が認められることになった。運賃もEU域内の航空会社は域内の路線の運賃を自由に設定でき、各国は過度に高い運賃や過度に低い運賃には干渉できるが、航空会社は不服がある場合はEU委員会に提訴できる。

### 日本
日本の航空法第2条では次のように定義されている。
第17項　この法律において「航空運送事業」とは、他人の需要に応じ、航空機を使用して有償で旅客又は貨物を運送する事業をいう。
第18項　この法律において「国際航空運送事業」とは、本邦内の地点と本邦外の地点との間又は本邦外の各地間において行う航空運送事業をいう。
第19項　この法律において「国内定期航空運送事業」とは、本邦内の各地間に路線を定めて一定の日時により航行する航空機により行う航空運送事業をいう。
第20項　この法律において「航空機使用事業」とは、他人の需要に応じ、航空機を使用して有償で旅客又は貨物の運送以外の行為の請負を行う事業をいう。
日本のでは、主に航空法第2条第18項、第19項に規定する事業を営む会社（事業者）を「航空会社」と呼ぶことが多い。ちなみに航空法第2条第17項の航空運送事業は他人の需要に応じて運送を行うもので、定期航空運送事業、人員や物資の貸切輸送、遊覧飛行などが含まれる。
日本の定期航空運送事業を営む航空会社は、大手2社である日本航空と全日本空輸の「フルサービスキャリア」、1986年から始まった規制緩和政策による新規参入航空会社の「新興エアライン」、低価格を売りにした「格安航空会社」に分類される。

## 歴史

### 草創期～第二次世界大戦
1909年、硬式飛行船を航空事業に利用したDELAGが設立された（ツェッペリン参照）。
1913年12月13日、複葉の飛行機を利用した初の航空会社が設立され、フロリダ州セントピーターズバーグとタンパの間（29 km）に1日2往復で就航した。1人の旅客または100ポンドまでの貨物を複葉飛行機で輸送する航空便であった。
その後、全米で郵便物の輸送を主体とする航空事業が発達した。さらに第一次世界大戦で航空機が戦略上重要となり性能が格段に向上していくこととなった。1927年5月20日にはチャールズ・リンドバーグが単葉単発のプロペラ機によってニューヨーク－パリ間（飛行距離5,810 km）の単独無着陸飛行に成功した。
日本の場合、第二次世界大戦前は日本航空輸送や後身の大日本航空、満州航空などの国策航空会社や小規模な航空会社が多数存在したが、ほとんど報道取材や軍隊関係のみで、交通機関としての航空路はほとんど無かったと言われている。

### 第二次世界大戦～1970年代
1944年、第二次世界大戦後の国際民間航空の枠組みの基礎となるシカゴ条約が締結された。シカゴ条約の締結国間では相互に航空輸送に関する二国間協定が締結された。
日本では戦後となる1945年11月18日、GHQの指令により、民間航空の全面禁止と個人レベルに及ぶ航空に関する訓練、研究等が差し止められ、航空に関する産業はほぼ全滅した。
その後講和条約締結前に国内航空運航権を支配しようと連合国の航空会社7社（ノースウエスト航空、パンアメリカン航空、英国海外航空、カナダ太平洋航空、フィリピン航空、民航空運公司）がJDAC（Japan Domestic Airline Company）を設立する動きがあったため、日本政府（航空庁）はカボタージュ（国内運送の自国運送権）を盾に拒否。この主張はGHQに認められ、1951年に旧大日本航空の関係者によって特殊会社としての日本航空が設立されたが、この時点ではまだ日本による運航はできずノースウエスト航空に運航を委託していた。翌1952年に講和条約を締結して独立を回復すると、日本での飛行機の生産や運航が可能になり、産業としての航空事業が興り始める。1972年に国（旧運輸省、現国土交通省）の方針によって大手3社 日本航空、全日本空輸、東亜国内航空（後に日本航空と合併）の体制（45/47体制）が確立し、日本航空が国際線と国内の幹線、全日空が国内全般、東亜国内航空が国内のローカル路線という枠組み分担が定められた。

### 1970年代～1980年代
1978年、米国大統領のジミー・カーターが航空自由化を打ち出すと、サウスウエスト航空などの格安航空会社が急速に発展した。
日本においては、運輸省の指導によるいわゆる45/47体制の下、長らく日本航空、全日本空輸 (全日空、ANA) 、旧：日本エアシステム（JAS、現在は日本航空と合併、1988年までは東亜国内航空（TDA））の3社体制であり、日本航空は国際線全般と国内幹線、全日空は国内線全般と国際チャーター便、東亜国内航空は国内準幹線とローカル線というすみ分けがあったが、1986年にこの枠組みは崩れて、全日空は国際線定期便に、東亜国内航空は国際線への進出が可能となり、全日空は同年から国際線定期便に進出した。東亜国内航空は国際線定期便を就航させた1988年に日本エアシステムに社名を変更した。その後の全日空は国際線も含めて日本航空とほぼ並ぶ航空会社へ成長したが、日本エアシステムはその後の経営不振で2002年に日本航空への経営統合へ至った。

### 1990年代以降

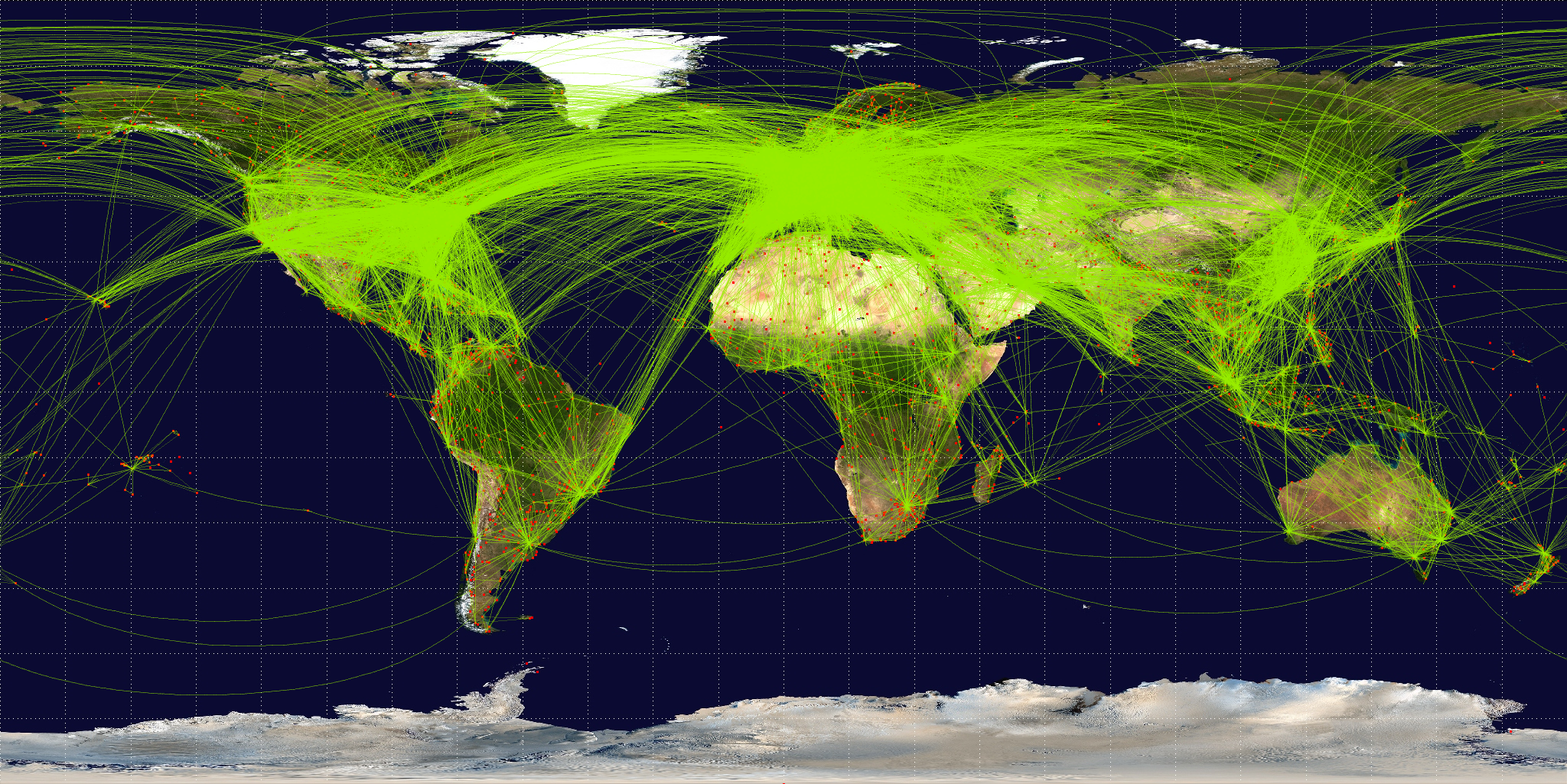
全世界航空路線地図（2009年度)

#### 経営危機
過去、湾岸戦争など国際紛争の際には、約3年程度国際航空需要の落ち込みが観察されていた。
1990年代から格安航空会社の勃興や航空自由化によるコスト削減や競争激化を受け大きな再編が起こっていたさなかに、2001年9月11日に発生したアメリカ同時多発テロ事件において、定期路線の航空機がハイジャックされて高層ビルなどに突入、自爆テロに使用されたことによるショックは大きく旅客数の低下や保険料、原油価格高騰による燃料費の上昇などもあり、航空業界全体の経営が悪化した。アメリカでは2005年までに大手7社のうち4社が経営破綻した。
各社では人件費の抑制などのコスト削減に努めた、その結果ようやく明るさも見えてきたが、2006年に入り燃料費の高騰、ロンドンにおける旅客機爆破テロ未遂事件の発覚等により、再び厳しい局面に立たされている。
これは日本の航空会社においても同様で、特に長距離の国際路線を有する日本航空グループへの影響は大きく、路線休止等を進めていたが、欧州ではスイスやイタリアのフラッグキャリアに見られるように、その他の多国籍グループ傘下に入り経営再建を行う事例が多かった。しかし、2013年頃から本格化した欧米人訪日観光客増加やLCC業態での国際線運航によって、2010年代中頃には日本国内の大手JALグループやANAグループはいずれも黒字体質の企業に生まれ変わる事に成功した。過去最高の純利益を更新した2015年決算年度まで約三年間に渡り、過去最高の黒字額を出す大手航空会社が続出したが、これはイベリア航空(スペイン王国)など、他の海外航空会社の再建事例と比較しても、異例と言える速度で業績を黒字化している上、特に特定の外国航空会社傘下に入らず経営再建を果たし完全に独立性を保った点で評価されている。現在は新造機を発注するなど、以前の状態に戻っており、日本航空とANAは、21世紀において最も成功した経営再建の一例とされる。
格安航空会社の浸透から、新興国などでの利用が高まり、国内の航空産業は活況を呈しており、空港周辺のホテル開発など、他業種の好況も引き起こしている。多くの外国人旅客だけではなく、インターネットを通じて多様な旅行形態が日本でも一般的となりつつある点も、好況の原因と見られている。

#### 同盟、アライアンス（航空連合）
上記の事情もあり、世界の航空会社では経営統合や提携など再編に拍車がかかり、現状では次の3グループに集約されつつある。
- スターアライアンス
- ワンワールド
- スカイチーム

消滅した同盟
- ウイングス・アライアンス
- クオリフライヤー

#### 経営問題・労使問題
日本では1970年代までの、規制により保護されていた時代の労働側（とりわけ乗員組合）の既得権が尾を引いているのか、鉄道等の他の交通機関と異なり、2006年時点でも労使問題がこじれ、ストライキに突入することが多い。職種等によって組合が分立しているのも、他の業界にはあまり見られないことである。さらに、航空会社を合併しても労働組合はそのまま残る場合もあり、かえって労使関係を複雑にしている。円滑な労使関係の維持確保は日本の航空会社にとって重要な経営問題の一つとなっている。
1997年以降の規制緩和によるコスト削減が影響しているのか、老舗の日本航空（JAL、日航）における経営陣の対立、整備ミス、運航ミスなどが相次いで明らかになっており、国土交通省が何度も検査や注意を行っている。一方、新興のスカイマークにおいても、整備士などの大量退職などで整備ミスなどが何度も発覚し、国土交通省が監査を行っている。

#### 新幹線、航空会社間同士のとの競合
日本国内では東京と他の大都市とを結ぶ新幹線との競合が長年の課題であり、近年では東海道新幹線の品川駅開業や北陸新幹線の金沢駅開業など、競合する路線との競争がますます激しくなっている。
歴史的に見ると、羽田－東北方面はほとんどの路線で撤退（羽田－仙台等）や縮小（羽田－秋田・山形等）に追い込まれた。残る羽田－大阪、広島、福岡などの西日本方面については、激しい旅客争奪戦を演じている。航空会社では割引運賃を前面に出したり、羽田－大阪間は各社が協力して1時間おきに運航するシャトル便形式の運航を行ったりして新幹線に対抗している。また1994年に関西国際空港が開港し、門限のある伊丹（騒音問題の関係で21:00以降は発着ができない）のカバーを強化すべく遅い時間帯の便を関空へシフトしている。
なお、東北方面で新幹線が強いのは、JR西日本の山陽新幹線は、割引切符に消極的なJR東海が所有する東海道新幹線を通るために価格競争力が低いのに対して、東北新幹線はJR東日本だけの所有で割引切符が設定しやすく、航空会社はJR東日本との価格競争を避けているからだと言われている。鉄道があまり絡まないルートでは羽田～福岡、那覇、千歳間や大阪（伊丹・関空）～千歳、那覇間においてはむしろ航空会社間同士のシェアの奪い合いを繰り広げている。

#### 新規参入者の消長
日本では航空法の改正により、1997年には航空運賃の設定が一部自由化され、安い運賃を看板にスカイマークエアラインズ（現スカイマーク）や北海道国際航空（現：AIRDO）などの新規参入会社が就航したが、既存3社（2002年以降は既存2社）による同額程度の対抗運賃の設定で苦戦を強いられ、北海道国際航空は民事再生法の適用を申請、全日空の支援の下で経営再建し2005年3月に完了した。
他にも新規参入を予定しながら就航できずに消滅した企業も多い。大手2社（日本航空、全日空）の壁は厚く、ほとんどの新規参入の航空会社においてビジネスモデルの確立に苦慮している。いずれにしても、航空機を始めとした多額の設備投資、乗務員の確保、整備などバックヤード体制の問題、何より最大の市場である羽田空港における発着枠の確保など、大手2社グループに勝るサービスを確立することは容易ではなく、日本で新たに定期航空輸送事業を営むことは、かなり困難であることが窺える

#### マイレージサービスによる囲い込み
航空連合（アライアンス）による航空ネットワークも活用したマイレージサービスの拡充による利用客の囲い込みは、日本航空、全日空においては重要な営業戦略となっている。全日空は1999年からスターアライアンス、日本航空は2007年からワンワールドに加盟し、スカイチームを除く2大連合をカバーしている。日本エアシステムは当時「マイレッジサービス」と呼んでいた。
東アジアでスカイチームに加盟している航空会社は、加盟順に大韓航空（大韓民国）、チャイナエアライン（中華民国）、マンダリン航空（中華民国）、中国東方航空（中華人民共和国）、上海航空（中華人民共和国）、厦門航空（中華人民共和国）の7社にものぼる。

#### 航空券の直販（インターネット活用）
かつては国内線では航空会社の電話窓口で予約後、旅行会社窓口にて航空券を購入することが多かったが、インターネットの自社ウェブサイトの機能を拡充し、ウェブページから予約や航空券の購入を可能にして、旅行会社へ支払う販売手数料の節減を進めている。ADSLなどのいわゆるブロードバンドインターネット接続が普及し出した2001年頃から、インターネット予約が拡充されている。国内線については、「国内線ドットコム」のように、全日空と日本航空の共同出資による予約ウェブサイトもある。